# Soyuz MS-04
Soyuz MS-04 es un vuelo espacial del Soyuz lanzado en 20 de abril de 2017. hacia la ISS. Transportó a tres miembros de la tripulación de la Expedición 51 de la Estación Espacial Internacional.
MS-04 fue el vuelo número 133 de una nave espacial Soyuz. El equipo estuvo compuesto en el despegue solo por 2 miembros, el comandante de origen ruso y un ingeniero de vuelo estadounidense. En el regreso el tercer asiento también fue ocupado por una ingeniero de vuelo estadounidense, Peggy Whitson que había volado anteriormente en la Soyuz MS-03.

## Tripulantes
| Puesto               | Miembros de la tripulación                        | Miembros de la tripulación                        |
| -------------------- | ------------------------------------------------- | ------------------------------------------------- |
| Comandante           | Fyodor Yurchikhin, RSA Expedición 51 quinto vuelo | Fyodor Yurchikhin, RSA Expedición 51 quinto vuelo |
| Ingeniero de Vuelo 1 | Jack D. Fischer, NASA Expedición 51 Primero vuelo | Jack D. Fischer, NASA Expedición 51 Primero vuelo |

En un principio el cosmonauta Nikolai Tikhonov  estuvo asignado a la tripulación de la soyuz pero fue retirado en el último momento por retrasos en el lanzamiento del  módulo multipropósito Nauka por Roscosmos y asignado a la Soyuz MS-10